# Липово (Калінінградська область)
Липово (рос. Липово) — селище Гусєвського району, Калінінградської області Росії. Входить до складу Гусєвського міського поселення.
Населення —  556 осіб (2015 рік). 

## Населення
| 2002 | 2010 |
| ---- | ---- |
| 521  | ↗556 |